# Список награждённых орденом Ленина в 1934 году
Список из 294 награждённых орденом Ленина в 1934 году. Восемь из них одновременно получили звание Герой Советского Союза (в списке: ), которое было введено в этом же году. Первыми стали 7 лётчиков, участововавших в спасении челюскинцев, а позже — заслуженный лётчик М. М. Громов.
Постановлениями Центрального Исполнительного комитета СССР от:

## Январь

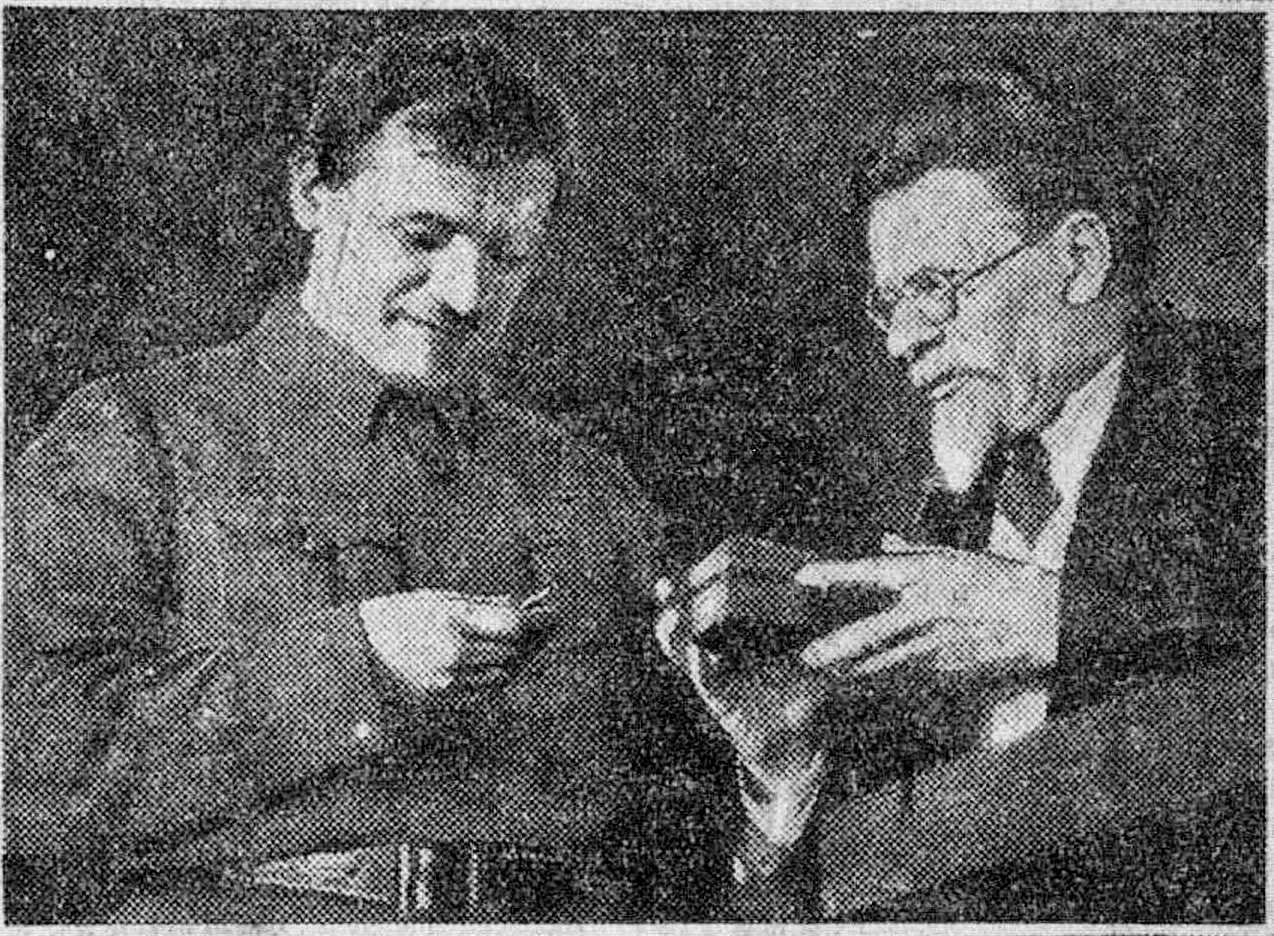
Председатель Мособлисполкома Н. А. Филатов получает от М. И. Калинина орден Ленина, которым была награждена Московская область

### 3 января
- О награждении ряда республик, краёв и областей

- За «выдающиеся успехи в деле проведения основных сельскохозяйственных работ (сев, уборка урожая, засыпка семян), укреплення колхозов и совхозов и выполнения обязательств перед государством» награждены:

1. Кабардино-Балкарская автономная область Северо-Кавказского края;
2. Татарская Автономная Советская Социалистическая Республика;
3. Западно-Сибирский край;
4. Московская область;
5. Горьковский край;
6. Крымская Автономная Советская Социалистическая Республика.

### 9 января
- О награждении Ленинградского коммунистического сельскохозяйственного университета им. тов. Сталина[8]

- «В связи с 15-летием существования и принимая во внимание выдающиеся заслуги в подготовке большевистских кадров для социалистического строительства» награждён:

- Ленинградский коммунистический сельскохозяйственный университет им. тов. Сталина

### 11 января
- О награждении заместителя начальника Центрального управления шоссейных и грунтовых дорог и автомобильного транс-порта (Цудортранса) т. Чёрного В. Н.[10]

- «За выдающиеся заслуги в организации и руководстве дорожным строительством, обеспечившие выполнение важных заданий Правительства Союза ССР» награждён:

- Чёрный, Виктор Николаевич — заместитель начальника Центрального управления шоссейных и грунтовых дорог и автомобильного транспорта (ЦУДорТранс).

### 15 января
- О награждении Военной академии РККА им. Фрунзе[12]

- «Отмечая большие достижения и заслуги, в ознаменование 15-й годовщины» награждена:

- Военная академия РККА им. М. В. Фрунзе

- О награждении профессора Воробьёва В. П. и Збарского Б. И.[10]

- «За исключительные заслуги в деле сохранения тела Ленина» награждены:

1. профессор Воробьёв, Владимир Петрович
2. профессор Збарский, Борис Ильич

### 20 января
- О награждении участников похода ледокола «Красин»[16]

- За «исключительные заслуги участников похода ледокола „Красин“ по заданию Правительства для оказания помощи зимовщикам на Новой Земле» награждены:

1. Легздин Я. П. — капитан ледокола «Красин»
2. Шевелёв М. И. — начальник экспедиции на ледоколе «Красин»

### 30 января
- О награждении о награждении работников завода им. Ворошилова во Владивостоке, Осиповского затона в Хабаровске, Балтийского завода, завода № 6 и председателя комиссии по наблюдению за постройкой кораблей в Ленинграде тов. Алякрицкого Б. Е.[18]

- Награждены:

1. Жданов И. М. — директор завода им. Ворошилова во Владивостоке: за выдающиеся заслуги в деле организации производства и большевистское руководство заводом;
2. Сергеев И. С. — заместитель директора завода им. Ворошилова: за «исключительные заслуги по организации производства и установление новой системы работы»;
3. Терлецкий К. Ф. — инженер завода им. Ворошилова: за «выдающиеся заслуги по овладению производством»;
4. Курашев В. Е. — мастер завода им. Ворошилова, «показавший образцы подлинного социалистического отношения к труду»;
5. Филиппов Е. Ф. — мастер завода им. Ворошилова: «как лучший ударник, успешно овладевший производством»;
6. Колобов И. Ф. — мастер завода им. Ворошилова: «как лучший бригадир, инициатор организации хозрасчётных бригад, систематически перевыполнявший договора со своей бригадой»;
7. Гуменюк К. С. — «как лучший бригадир завода им. Ворошилова, неоднократно премированный за ударные темпы работы. Имеет переходящее Красное знамя завода»;
8. Туник А. В. — инженер-механик завода им. Ворошилова, «проявивший большие способности по овладению производством, организовавший учёбу мастеров и показавший образцы своевременного окончания монтажных работ»;
9. Клопотов Б. Е. — инженер завода им. Ворошилова: как «лучший специалист-ударник, проделавший большую работу по рационализации производства, инициатор социалистических темпов работы»;
10. Кужелло Э. Ф. — бывший директора завода им. Ворошилова во Владивостоке: за «особые заслуги в деле организации производства и показавший образцы большевистского руководства заводом»;
11. Волынский С. В. — инженер Осиповского затона: как «лучший специалист-ударник, показавший образцы большевистской работы»;
12. Терентьев К. М. — мастер Осиповского затона: как лучший ударник, успешно освоивший пронзводство и показавший ударные темпы работы;
13. Лукьянов С. И. — бывший секретарь парткомитета Балтзавода: за «выдающиеся заслуга по организации рабочих масс, обеспечивших успешное выполнение заказов»;
14. Усов X. П. — мастер Балтзавода: «как лучший ударник, показавший образцы большевистских темпов работы»;
15. Жуков М. М. — инженер, начальник корпусного цеха Балтзавода: «как лучший специалист-ударник, успешно руководивший производством и показавший образцы ударной работы»;
16. Трусов Г. М. — инженер-механик Балтзавода: как «выдающийся специалист-ударник и организатор»;
17. Бычков Г. И. — мастер завода № 6 в Ленинграде: как лучший ударник, показавший образцы высококвалифицированной и ударной работы;
18. Алякрицкий Б. Е. — инженер, председатель комиссии по наблюдению за постройкой кораблей в Ленинграде: как «лучший специалист, организовавший группу молодых инженеров для выполнения срочных работ».

- О награждении работников треста жировой и парфюмерной промышленности[21]

- За «успешное выполнение и перевыполнение трестом жировой и парфюмерной промышленности производственной программы и овладение техникой производства, обеспечившее выпуск высококачественной продукции» награждена:

- Жемчужина П. С. — управляющая трестом жировой я парфюмерной промышленности «ТЭЖЭ»: за «успешное руководство предприятиями треста, обеспечившее своевременное выполнение производственной программы и выпуск высококачественной продукции».

## Февраль

### 1 февраля
- О награждении погибших 30 января с. г. при последнем полёте в стратосферу трёх товарищей[22]

- «Отмечая выдающиеся заслуги погибших героев стратостата „Осоавиахим“, самоотверженно ведших до самой своей гибели героическую научную работу в стратосфере, отмеченную в записях и установленную на приборах, и проявивших высокое мужество и самоотверженность в деле освоения недостигнутых до сих пор высот стратосферы», награждены (посмертно):

1. Федосеенко, Павел Фёдорович
2. Васенко, Андрей Богданович
3. Усыскин, Илья Давыдович

### 17 февраля
- О награждении работников Всеукраинского бактериологического института

- За «исключительные заслуги в научно-исследовательской работе, приведшей к значительным достижениям в борьбе с сыпным и брюшным тифом» награждены:

1. Мельник М. И., профессор — директор института, организатор и научный руководитель исследовательских работ института;
2. Цехновицер М. М., профессор — заместитель директора, активный участник разработки прививки против сыпного тифа

- О награждении участников реконструкции Большого Кремлёвского дворца[26]

- «За особо выдающиеся заслуги в деле выполнения в рекордные сроки задания правительства по реконструкции Большого Кремлёвского дворца в отлично технически оборудованное крупнейшее помещение для заседаний, съездов, сессий и конференций Союза ССР» награждены:

1. Петерсон Р. А. — комендант Московского Кремля;
2. Наджаров К. С. — главный инженер и начальник строительства;
3. Иванов-Шиц И. А. — главный архитектор строительства.

### 27 февраля
- О награждении 9 стрелковой Донской дивизии

- «Отмечая достигнутые успехи по боевой и политической подготовке», награждена:

- 9-я стрелковая Донская дивизия: «проявившая образцы энтузиазма на севе и уборке урожая — за активное трудовое участие в социалистическом строительстве на Северном Кавказе, проявление образцов социалистического энтузиазма при проведении кампаний по севу и уборке урожая».

- О награждении 80 стрелковой дивизии

- «Учитывая высокие показатели, достигнутые в боевой и политической подготовке, а также огромные заслуги в деле сплочения вокруг социалистического строительства Донецкой области всего трудящегося населения как города, так и села», награждена:

- 80-я стрелковая дивизия Донбасса.

- О награждении 30 стрелковой Иркутской краснознамённой имени ВЦИК дивизии

- «Отмечая отличную боевую и политическую подготовку, и роль в борьбе за освобождение трудящихся Днепропетровщины во время гражданской войны» награждена:

- 30-й стрелковая Иркутская краснознамённая имени ВЦИК дивизия: за «выдающиеся заслуги в период осевной и уборочной кампаний, за непосредственное трудовое участие в сельскохозяйственных работах всего личного состава дивизии, показавшего подлинные образцы энтузиазма и неутомимой энергии и способствовавшего своевременному выполнию плана хлебозаготовок»;

## Март

### 13 марта
- О награждении руководителей и отдельных работников Дубровской электростанции[31]

- За «исключительные заслуги в деле строительства Дубровской электростанции, показавшем со стороны его руководителей и отдельных работников прекрасную организацию работ от начала строительства до завершения его, как одного из лучших в Союзе ССР, и особо отмечая, что созданная в результате этого строительства образцовая электростанция оборудована почти исключительно машинами и приборами советского производства», награждены:

1. Котомин A. A. — главный инженер строительства;
2. Антюхин И. Ф. — управляющий Ленэнерго.

### 27 марта
- О награждении работников-строителей и эксплуатационников Челябинского тракторного завода им. тов. Сталина[33]

- «Придавая огромпое значение созданию в Союзе ССР крупнейшего в мире н культурнейшего в отношении условий производственной работы Челябинского завода тяжёлого тракторостроения и отмечая особые заслужи в деле строительства, монтажа и освоения этого завода со стороны как руководителей строительства и эксплуатации завода, так и отдельных его работников», награждены:

1. Ловин К. П. — начальник строительства и директор завода: за выдающиеся заслуги по постройке, монтажу и освоению крупнейшего в мире завода тяжёлого тракторостроения;
2. Гинзбург С. З. — начальник главного строительного управления НКТП: за «непосредственное руководство строительством и обеспечение форсированного темпа строительства завода»;
3. Борисов В. В. — заместитель начальника строительства и директора завода: за «выдающиеся заслуги в деле строительства и монтажа завода»; (в 1937 году был арестован и лишен награды. 13.10.39 г. знак с номером 700 был возвращен в Президиум Верховного Совета СССР)
4. Сафразьян Л. Б. — заместитель начальника строительства и директор завода: за «особые заслуги по организации строительных работ»;
5. Лельков В. В. — бывший главный инженер строительства: за «умелое техническое руководство строительством и энергичную работу»;
6. Лещенко С. М. — заместитель технического директора завода: за «умелое руководство проектированием, монтажом и освоением производства»;
7. Петерка Б. В. — заместитель главного инженера строительства: за «особые заслуги в деле внедрения новых методов работы как в строительстве завода, так и в строительстве соцгорода»;
8. Смагин И. А. — председатель постройкома: за «умелую организацию рабочего коллектива на борьбу за успешное строительство завода»;
9. Монахов И. В. — бригадир-бетонщик, «лучший ударник строительства — за личную примерную ударную работу и лучшую ударную работу его бригады»;
10. Першин А. Т. — бригадир-плотник: за «образцовую ударную работу и лучшую организацию хозрасчёта в бригаде»;
11. Челябинская стрелковая дивизия — за «особые заслуги по организации активной помощи при строительстве и монтаже завода»;

- О награждении работников автозавода им. тов. Молотова[37]

- «Отмечая выдающиеся заслуги строителей и организаторов производства Горьковского автозавода им. т. Молотова, обеспечивших в рекордно-короткие сроки окончание строительства завода и освоение его производства», награждены работники:

1. Дьяконов С. С. — директор завода: за «выдающееся руководство энергичную работу по организации и освоению поточно-массового производства»;
2. Зашибаев А. С. — секретарь партийного комитета завода: за «исключительные заслуги по постановке партийно-массовой работы, способствовавшей объединению всего коллектива вокруг поставленных партией и правительством задач, чем обеспечил успешное выполнение производственной программы»;
3. Лапин В. Г. — технический директор: за крупнейшие заслуги по строительству, монтажу, наладке и освоению производства автомобилей;
4. Мертц Л. А. — главный инженер: за «исключительно успешное проектирование завода и подготовку производства, за умелое руководство подготовкой основных кадров завода на предприятиях Форда в Америке»;
5. Парышев Г. К. — начальник сборочно-кузовного цеха, «талантливый рабочий-выдвиженец — за хорошую, организацию производства и самоотверженную борьбу за овладение передовой американской техникой»;
6. Геллер Т. М. — начальник колёсного цеха: за «быструю н успешную постановку производства, освободившего Советский Союз от импорта колёс ЗИС, за превышение на 40 % проектной мощности цеха»;
7. Верхотуров Д. С. — начальник отделения серого чугуна: за «образцовую организацию освоения производства литейного серого чугуна и превышение проектной мощности отделения»;
8. Кадарьян М. Т. — иностранный специалист, мастер-кузовщик: за «ударную работу, успешную передачу опыта советским специалистам в работе, за успешную разработку новых конструкций кузовов»;
9. Пряничникова О. М. — работница литейного цеха: за «ударную работу в течение 1930—31 г. в качестве бригадира на строительстве и за образцовую ударную работу в течение 1932—33 г. в качество бригадира на участке сборки стержней»;
10. Mиронычев Ф. М. — бригадир 1-й хозрасчётной бригады завода (линия сборки рам): за ударную работу и рационализаторские предложения на своём участке;
11. Бронский Г. В. — рабочий, наладчик: за «самоотверженную работу по освоению сложного американского станка „Буллард“, освоение проектных норм, за систематическое выполнение производственной программы».

- строители завода:

1. Дыбец С. С. — начальника Автостроя: за «исключительные заслуги в деле организации проектирования, строительства и монтажа автозавода, произведённых в рекордно короткий срок — 20 месяцев»;
2. Кузнецов К. Д. — бывший секретарь автозаводского районного комитета партии: за «выдающиеся заслуги и энергию в деле мобилизации сорокатысячного коллектива строителей и монтажников автозавода вокруг задач строительства завода, широкого развёртывания социалистических методов труда и привлечения в массовом масштабе соцпомощи пролетариев г. Горького и всей его краевой парторганизации»;
3. Царевский М. М. — бывший управляющий стройтрестом: за «выдающиеся заслуги и успешное руководство работами по строительству автозавода, обеспечившего окончание всех основных сооружений в рекордно короткий срок — 18 месяцев»;
4. Сорокин В. П. — рабочий-комсомолец: «зз самоотверженную и ударную работу в течение 2-х лет бригадиром комсомольской брпгады-коммуны, за полное освоение в рекордные сроки сложнейшего в инструментальном цеху станка „СИП“».
5. Переходников Г. А. — бригадир-комсомолец, «ныне находящийся в Красной армии: за героическую самоотверженную борьбу на наиболее ответственных, отстававших и аварийных участках строительства автозавода».

### 28 марта
- О награждении художника И. И. Бродского[39]

- «За выдающиеся заслуги в области живописи, создавший ряд произведений, посвящённых темам пролетарской революции, социалистического строительства и обороны Союза ССР» награждён:

- заслуженный деятель искусств Бродский, Исаак Израилевич.

## Апрель

### 2 апреля
- О награждении руководителей стройки и ударников монтажа и освоения 1-го Соликамского калийного комбината[41]

- «За энергичную и успешную работу по созданию в труднейших условиях далёкого Севера на базе богатейших в мире калийных залежей 1-го Соликамского калийного комбината — образцового предприятия, построенного на основе полной механизации работ и использования достижений мировой техники, являющегося новым крупнейшим вкладом в дело развития всего народного хозяйства Союза ССР», награждены:

1. Цифринович В. Е. — начальник строительства и управляющий Союзкалием: за «выдающиеся заслуги в руководстве строительством, монтажом и освоением комбината»;
2. Галушко Н. И. — главный инженер Союзкалия и 1-го калийного комбината: за «умелое техническое руководство строительством, монтажом и освоением»;
3. Фельдмахер Л. М. — начальник капитального строительства, за «умелое осуществление и руководство промышленным и жилищно-бытовым строятельством»;
4. Милюков А. И. — бывший секретарь партийного комитета строительства, за «организацию масс, сплочение партийной организации на осуществление программы строительства»;
5. Казанцев А. П. — рабочий-слесарь: за «ударную работу по монтажу».

### 8 апреля
- О награждении колхозниц-ударниц[43]

- «Рассмотрев ходатайство Слёта передовых колхозниц-ударниц Днепропетровщины Украинской ССР, поддержанное областным комитетом КП(б)У и Облисполкомом, о награждении орденами Союза ССР за выдающиеся заслуги в колхозном строительстве, энергичную борьбу за организационно-хозяйственное укрепление колхозов и активное участие во всех хозяйственно-политических кампаниях», награждены:

1. Чепец, Домаха Николаевна — электродоярка коммуны «Интернациональная» Запорожского района;
2. Кипенко, Анна Николаевна — бригадир полевой бригады колхоза им. Сталина;
3. Кучер, Евдокия Пантелеймоновна — член правления коммуны «Комнезам».

### 17 апреля
- О награждении забойщика шахты № 1 (Горловка) Н. А. Изотова[43]

- За «лучшие образцы ударной работы по добыче угля, за инициативу в деле организации нового, эффективного метода вырубки его и за хорошую подготовку квалифицированных кадров забойщиков», награждён:

- Изотов, Никита Алексеевич — забойщик-инструктор шахты № 1 в Горловке.

### 20 апреля
- О награждении непосредственных участников спасения челюскинцев[47]

- За «умелое использование достижений советской авиации в малоизученных условиях Ледовитого океана, за исключительно инициативную, чёткую и самоотверженную работу, обеспечившую успешное выполнение операций по спасению челюскинцев», награждены лётчики::

1.  Ляпидевский А. В.
2.  Леваневский С. А.
3.  Молоков В. С. (2-й орден ▶)
4.  Каманин Н. П.
5.  Слепнёв М. Т.
6.  Водопьянов М. В. (2-й орден ▶)
7.  Доронин И. В.,

- «а также обеспечившие надёжную работу моторов в перелётах на льдины для снятия челюскинцев»,— бортмеханики и лётчики-наблюдатели:

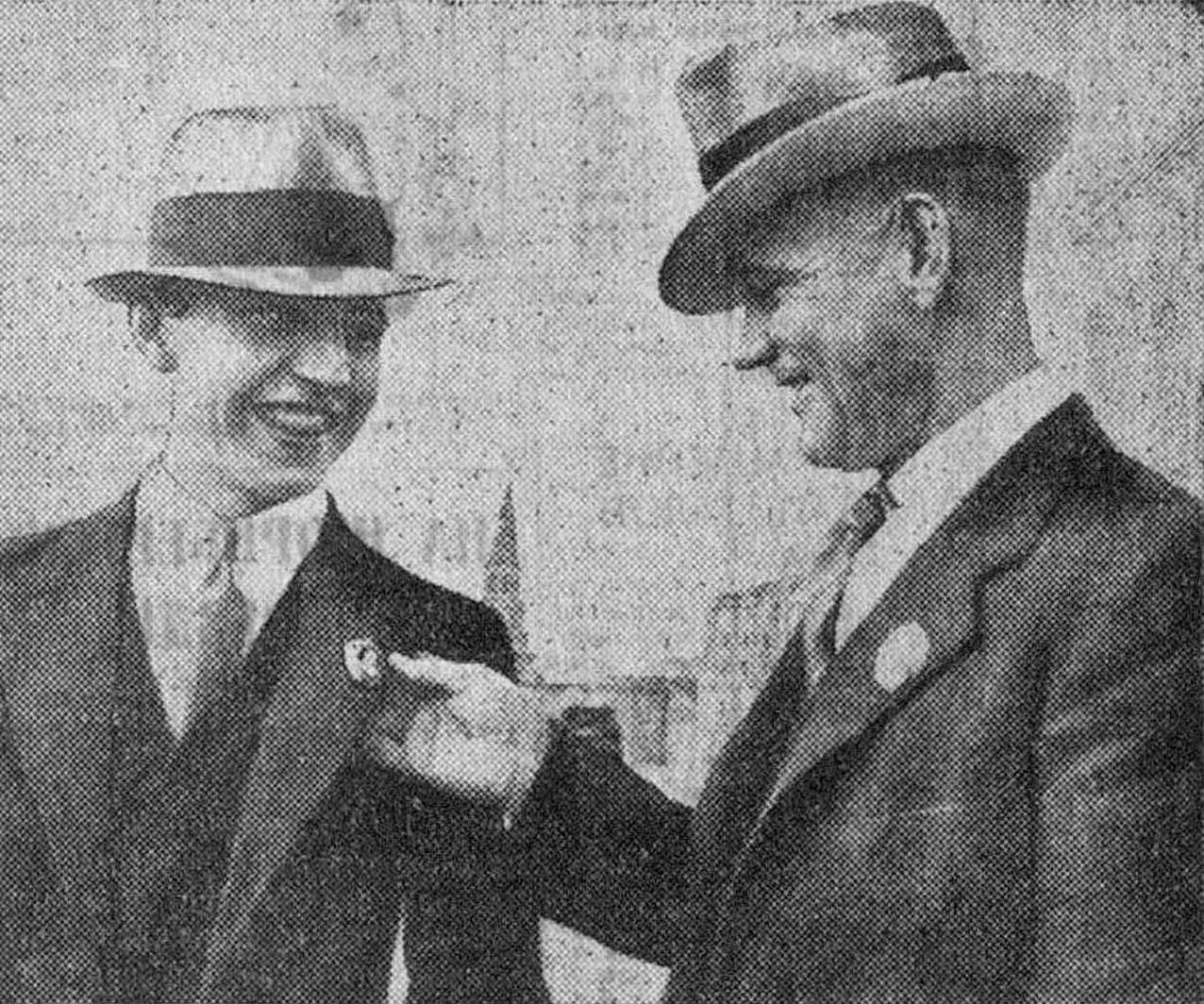
Американские бортинженеры-орденоносцы Армистед и Левари в Москве (10.09.1934)

1. Петров Л. В. — лётчик-наблюдатель
2. Руковский М. А. — бортмеханик
3. Левари, Уильям (англ. William L.Lavery) — бортмеханик, гражданин США
4. Пилютов П. А. — бортмеханик
5. Девятников И. Г. — техник
6. Шелыганов М. П. — штурман
7. Грибакин Г. В. — бортмеханик
8. Армистет, Клайд (англ. Clyde Armistead) — бортмеханик, гражданин США
9. Александров В. А. — бортмеханик
10. Ратушкин М. Л. — бортмеханик
11. Разин А. К. — старший техник
12. Савин Я. Г. — бортмеханик

## Май

### 7 мая
- О награждении начальников политотделов и директоров МТС и совхозов[51]

- За «боевое и самоотверженное выполнение директив партии и правительства о социалистическом переустройстве деревни, за выдающуюся массово-политическую и организаторскую работу по мобилизации масс колхозного крестьянства, обеспечившую успешное ззвершение государственных заданий колхозами и МТС в 1933 году, подъём материального и культурного уровня колхозников и колхозниц и укрепление колхозов», — награждены начальники политических отделов МТС:

1. Волков, Андрей Семёнович — Просянская МТС (Днепропетровкая область);
2. Гнусин, Исидор Андреевич — Кудашевская МТС (Днепропетровкая область);
3. Маев, Фёдор Иванович — Ново-Софиевская МТС (Днепропетровкая область);
4. Шахов, Александр Дмитриевич — Высовопольская МТС (Днепропетровкая область);
5. Рафаилов, Михаил Маркович — Софиевская МТС (Днепропетровкая область);
6. Боровиченио, Василий Пименович — Царичанская МТС (Днепропетровкая область);
7. Нидер, Эммануил Людвигович — Веселокутская МТС (Одесская область);
8. Толстой, Владимир Ананьевич — Тилигуло-Березанская МТС (Одесская область);
9. Полянский, Марк Львович — Акаржанская МТС (Одесская область);
10. Белоусов, Сергей Николаевич — Глушковская МТС (Одесская область);
11. Финкельман, Яков Абрамович — Привольнянская МТС (Одесская область);
12. Ровинский, Наум Григорьевич — Селидовская МТС (Донецкая область);
13. Григорьев, Фёдор Ермолаевич — МТС им. Косиора (Донецкая область);
14. Комарницкий, Ипполит Владимирович — Сватовская МТС (Донецкая область);
15. Рузис, Михаил Семёнович — Волчанская МТС (Харьковская область);
16. Черемных, Сергей Григорьевич — Полтавская МТС (Харьковская область);
17. Гейбо, Пётр Иванович — Бригадировская МТС (Харьковская область);
18. Шалыгин, Иван Алексеевич — Пирятинская МТС (Харьковская область);
19. Соколов, Илья Васильевич — Онуфриевская МТС (Харьковская область);
20. Платович, Никита Евдокимович — Екатеринопольская МТС (Киевская область);
21. Барышев, Сергей Евдокимович — Жашковская МТС (Киевская область);
22. Дьячков, Иван Григорьевич — Ольшанская МТС (Киевская область);
23. Васильев, Герасим Дмитриевич — Каменец-Подольская МТС (Винницкая область);
24. Калиниченко, Павел Григорьевич — Ярмолинецкая МТС (Винницкая область);
25. Войн, Григорий Яковлевич — Заславская МТС (Винницкая область);
26. Рогинский, Виктор Михайлович — Тарновская МТС (Винницкая область);
27. Левин, Залман Александрович — Деражнянская МТС (Винницкая область);
28. Старовойтов, Гаврил Степанович — Малодевицкая МТС (Черниговская область);
29. Флоринский, Павел Иванович — Андрияшевская МТС (Черниговская область);
30. Титов, Степан Павлович — Малоешковская МТС (Молдавская АССР);
31. Дягилев, Роман Тимофеевич — Ананьевская МТС (Молдавская АССР);
32. Тухватулин, Галимз Хакилов — Ислам-Терекская МТС (Крымская АССР);
33. Вольный, Андрей Васильевич — Ичкинская МТС (Крымская АССР);
34. Вайнштейн, Зимель Ильич — Алоллонская МТС (Северо-Кавказский край);
35. Саламов, Абдул-Халим Асхабович — Хзсав-Юртовская МТС (Северо-Кавказский край);
36. Бородаевский, Валентин Евгеньевич — Моздокская МТС (Северо-Кавказский край);
37. Мусаэлян, Арам Николаевич — Советская МТС (Северо-Кавказский край);
38. Климкин, Иван Дмитриевич — Красноармейская МТС (Азово-Черноморский край);
39. Сергеев, Иван Фёдорович — Казанская МТС (Азово-Черноморский край);
40. Максималадзе, Станислав Иосифович — Ново-Джерелиевская МТС (Азово-Черноморский край);
41. Борисенко, Борис Борисович — Черпоерковская МТС (Азово-Черноморский край);
42. Белов, Николай Михайлович — Курно-Липовская МТС (Азово-Черноморский край);
43. Друян, Виталий Абрамович — Советская МТС (Сталинградский край);
44. Востриков, Яков Васильевич — Котовская МТС (Сталинградский край);
45. Никонов, Дмитрий Иванович — Лизандергейская МТС (Саратовский край);
46. Евтушенко, Никита Захарович — Марксштадтская МТС (Саратовский край);
47. Комаровский, Марк Исаевич — Питерская МТС (Саратовский край);
48. Поляков, Александр Александрович — Безенчукская МТС (Средне-Волжский край);
49. Сегал, Пётр Петрович — Обшаровская МТС (Средне-Волжский край);
50. Кузин, Иван Феофанович — Чердаклинская МТС (Средне-Волжский край);
51. Глухов, Иван Кузьмич — Тоцкая МТС (Средне-Волжский край);
52. Арамелев, Даниил Иванович — Ореховская МТС (Средне-Волжский край);
53. Шейко, Иван Арсентьевич — Наскафтымская МТС (Средне-Волжский край);
54. Нечаев, Сергей Спиридонович — Сергиевская МТС (Средне-Волжский край);
55. Серкин, Иван Онисифорович — Токаревская МТС (Центрально-Чернозёмный округ);
56. Боград, Александр Моисеевич — Алгасовская МТС (Центрально-Чернозёмный округ);
57. Силонов, Александр Павлович — Шульгинская МТС (Центрально-Чернозёмный округ);
58. Шелохаев, Филипп Иванович — Соседская МТС (Центрально-Чернозёмный округ);
59. Любарский, Виктор Ефимович — Грибановская МТС (Центрально-Чернозёмный округ);
60. Ефимов, Григорий Павлович — Песковская МТС (Центрально-Чернозёмный округ);
61. Байрамов, Карим — Исенбаевская МТС (Татарская АССР);
62. Кожевников, Сергей Фёдорович — Пестричанская МТС (Татарская АССР);
63. Смолов, Сергей Николаевич — Мамадышская МТС (Татарская АССР);
64. Нургалиев, Факрас Абдулаевич — Дюртюлинская МТС (Башкирская АССР);
65. Спасибенко, Игнатий Захарович — Касеевская МТС (Башкирская АССР);
66. Вязанкин, Филипп Михайлович — Киясовская МТС (Свердловская область);
67. Кобелев, Алексей Афанасьевич — Каракулинская МТС (Свердловская область);
68. Махнутин, Георгий Ильич — Красноуфимская МТС (Свердловская область);
69. Аугул, Рудольф Янович — Пышминская МТС (Челябинская область);
70. Буквин, Иван Степанович — Каргопольская МТС (Челябинская область);
71. Феденёв, Андрей Николаевич — Чашинская МТС (Челябинская область);
72. Багров, Пётр Григорьевич — Тарасукская МТС (Западно-Сибирский край);
73. Рыневич, Кирилл Викентьевич — Калманская МТС (Западно-Сибирский край);
74. Бабич-Декань, Трофим Петрович — Усть-Сосновская МТС (Западно-Сибирский край);
75. Кузнецов, Леонид Петрович — Тункинская МТС (Восточно-Сибирский край);
76. Хмуркин, Иван Петрович — Денисовская МТС (Восточно-Сибирский край);
77. Сапаров, Мухамед-Гани Халезин — Тюльковская МТС (Восточно-Сибирский край);
78. Чудновский, Эммануил Ильич — Украинская МТС (Дальневосточный край);
79. Кин, Афанасий Арсеньевич — Посьетская МТС (Дальневосточный край);
80. Озеров, Осип Данилович — Апучинская МТС (Дальневосточный край);
81. Герасимов, Александр Николаевич — Лохвицкой МТС (Дальневосточный край);
82. Беляков, Василий Яковлевич — Ирджарская МТС (Казакстан);
83. Нурлейсов, Мухамай-Такин Нурпейсович — Каскеленская МТС (Казакстан);
84. Ром, Яков Моисеевич — Полудянская МТС (Казакстан);
85. Величко, Алексей Александрович — Соколовская МТС (Казакстан);
86. Юсупов, Нурулла Зейнуровнч — Кургалинская МТС (Казакстан);
87. Ризаев, Мамед Акперович — Байрам-Алийская МТС (Средняя Азия);
88. Ширинов, Насим Ширинович — Андижанская МТС (Средняя Азия);
89. Шадиева, Таджихан Ташматовна — Ферганская МТС (Средняя Азия);
90. Баскаков, Иван Васильевич — Ходжентская М ТС (Средняя Азия);
91. Сорокин, Касим Ибрагимович — Сталинская МТС (Средняя Азия);
92. Гюлинджинский, Сайлех Теймуронович — Касум-Измайловская МТС (ЗСФСР);
93. Байман, Эдид Бенцианович — Рогачёвская МТС (Белорусская ССР);
94. Бангайтис, Казимир Антонович — Слуцкая МТС (Белорусская ССР);
95. Моисеев, Лев, Абрамович — Копыльская МТС (Белорусская ССР);
96. Каменштейн, Соломон Давидович — Хойницкая МТС (Белорусская ССР);
97. Бидинский, Константин Иосифович — Чернская МТС (Московская область);
98. Ивушкин, Николай Борисович — Ново-Деревенская МТС (Московская область);
99. Громова, Таисия Александровна — Кушалинская МТС (Московская область);
100. Раков, Григорий Петрович — Шацкая МТС (Московская область);
101. Ларионов, Николай Николаевич — Детскосельская МТС (Ленинградская область);
102. Кузьмин, Николай Яковлевич — Островская МТС (Ленинградская область);
103. Беляков, Григорий Фёдорович — Пороховская МТС (Ленинградская область);
104. Лебедев, Максим Акимович — Ярцевская МТС (Западная область);
105. Бедачев, Дмитрий Леонтьевич — Старицкая МТС (Западная область);
106. Якобсон, Самуил Иванович — Починковская МТС (Горьковский край);
107. Миронов, Владимир Александрович — Зуевская МТС (Горьковский край);
108. Дьяков, Василий Петрович — Петровская МТС (Ивановская Промышленная область);
109. Сокол, Николай Васильевич — Красносельская МТС (Ивановская Промышленная область);
110. Фролов, Василий Иванович — Грязовецкая МТС (Северный край);

- За «боевое и самоотверженное выполнение директив партии и правительства о социалистическом переустройстве деревни, за выдающуюся массово-политическую и организаторскую работу по мобилизации рабочих и работников совхозов на борьбу за организационно-хозяйственное укрепление совхозов, обеспечившую успешное завершение государственных заданий совхозами в 1933 году», — награждены следующие начальники политических отделов совхозов:

1. Митарновский, Александр Мстиславович — Борисовский зерносовхоз (Западно-Сибирский край);
2. Шворин, Борис Исаевич — маслосовхоз им. Новосибирского горсовета (Западно-Сибирский край);
3. Гринберг, Борис Яковлевич — Локтевский зерносовхоз (Западно-Сибирский край);
4. Акимов, Андрей Иванович — Завьяловский зерносовхоз (Западно-Сибирский край);
5. Нечаев, Виталий Петрович — Учумский овцесовхоз (Западно-Сибирский край);
6. Судаков, Александр Степанович — Лузинский свиносовхоз (Западно-Сибирский край);
7. Степанов, Константина Матвеевич — зерносовхоз им. Голощёкина (Казакстан);
8. Таджибаев, Амирджан Юсупович — Мын-Булакский мясосовхоз (Казакстан);
9. Мамет, Лев Пинхосович — Джеландинский мясосовхоз (Казакстан);
10. Арстанов, Жусунбек Арстанович — Майтюбинский мясосовхоз (Казакстан);
11. Таукеханов, Шамухан Джумакановнч — Кзыл-Аскерский овцесовхоз (Казакстан);
12. Портер, Александр Наумович — Доренбургский зерносовхоз (Украина);
13. Бельман, Ефим Яковлевич — зерносовхоз «Переможец» (Украина);
14. Волков, Иван Николаевич — Бериславский зерносовхоз (Украина);
15. Сафронов, Яков Михайлович — Миллеровский зерносовхоз (Северо-Кавказский край);
16. Тарасов, Павел Андреевич — Прималкинский зерносовхоз (Северо-Кавказский край);
17. Емельянов, Иван Фёдорович — свиносовхоз «Жигули» (Средне-Волжский край);
18. Володин, Сергей Алексеевич — Кваркенский мясосовхоз (Средне-Волжский край);
19. Дмитриева, Александра Петровна — свиносовхоз «Красная Мордовия» (Средне-Волжский край);
20. Жезлов, Яков Сергеевич — зерносовхоз «Серп и молот» (Сталинградский край);
21. Гагарин, Алексей Петрович — мясосовхоз им. Птухи (Сталинградский край);
22. Малыгин, Михаил Фёдорович — свиносовхоз «Агробаза» (Татарская АССР);
23. Бурова, Анастасия Георгиевна — свиносовхоз им. Свердлова (Белорусская ССР);
24. Минайченко, Сергей Михайлович — Завитинский зерносовхоз (Дальневосточный край);
25. Боровин, Николай Георгиевич — зерносовхоз «Партизан» (Дальневосточный край);
26. Алёшин, Василий Иванович — Амурский зерносовхоз (Дальневосточный край).

- За «правильное и неуклонное выполнение директив партии и правительства и указаний т. Сталина о работе машинно-тракторных станций и совхозов, за энергичное и умелое руководство МТС и совхозами, что обеспечило успешное выполнение всех государственных заданий в 1933 году»,— награждены следующие директора МТС и совхозов:

1. Нырковский, Иван Петрович — Веселокутская МТС (Одесская область);
2. Калабердин, Григорий Михайлович — Красноармейская МТС (Азово-Черноморский край);
3. Пылицин, Михаил Александрович — Безенчукская МТС (Средне-Волжский край);
4. Борст, Павел Георгиевич — Гольбштадтская МТС (Западно-Сибирский край);
5. Абдулаев, Рахим — Сталинский МТС (Узбекская ССР);
6. Головин, Василий Сергеевич — Богородская МТС (Горьковский край);
7. Сидоров, Александр Степанович — Завьяловский зерносовхоз (Западно-Сибирский край);
8. Бобровник, Лев Васильевич — Учумский овцесовхоз (Западно-Сибирский край);
9. Чернов, Николай Васильевич — зерносовхоз «Переможец» (Украина);
10. Панов, Александр Васильевич — Бериславский зерносовхоз (Украина);
11. Жуков, Савелий Григорьевич — зерносовхоз «Серп н молот» (Сталинградский край).

- За «выдающуюся массово-политическую и организаторскую работу по подъёму политической и производственной активности женщин-колхозниц, за успешное выдвижение колхозниц на ведущие участки колхозного строительства», — награждены следующие помощники начальников политотделов МТС по женработе:

1. Сергиенко, Александра Ефимовна — Великовская МТС (Азово-Черноморский край);
2. Ельсон, Софья Михайловна — Борская МТС (Средне-Волжский край);
3. Озерская, Екатерина Николаевна — Борисоглебская МТС (Центрально-Чернозёмный округ);
4. Апухтина, Федосья Михайловна — Каменская МТС (Западно-Сибирский край);
5. Тураносова, Прасковья Меркурьевна — Мяксинская МТС (Ленинградская область).

- За «выдающуюся, массово-политическую и организаторскую работу по мобилизации масс колхозной и совхозной молодёжи, комсомольцев и пионеров на борьбу за организационно-хозяйственное укрепление колхозов, МТС и совхозов», — награждены следующие помощники начальников политотделов МТС и совхозов по комсомолу:

1. Перевертайленко, Дмитрий Степанович — Софиевская МТС (Днепропетровской область);
2. Марков, Сергей Иванович — Советская МТС (Азово-Черноморский край);
3. Жугулин, Митрофан Никодимович — Калачеевская МТС (Центрально-Чернозёмный округ);
4. Багаутдинов М. Г. — Арская МТС (Татарская АССР);
5. Юлин, Александр Павлович — зерносовхоз им. Голощёкина (Казакстан).

- За «образцовую постановку работы крупнейшей в Московской области Ростовинской машинно-тракторной мастерской, из года в год досрочно и с превышением выполняющей план ремонта тракторов», награждён:

- Ковалевский Д. Н. — директор Ростовинской МТМ.

## Июль

### 17 июля
- О награждении работников ЭПРОН'а за спасение ледокола «Малыгин» и подъём ледокола «Садко»[59]

- «Отмечая большие заслуги ЭПРОН'а в деле восстановления водного транспорта Союза — за исключительно героическую и самоотверженную работу экспедиции по спасению ледокола „Малыгин“ в условиях оторванности от материка и преодоления мощных полярных льдов, и по подъёму ледокола „Садко“, выполненному с большим экономическим эффектом в кратчайший срок», награждены:

1. Крылов Ф. И. — начальник и комиссар Главного управлений ЭПРОН'а: за «выдающиеся образцы большевистского руководства, настойчивости и самоотверженности»;
2. Симонов П. В. — начальник экспедиции по подъёму ледокола «Садко»: за «прекрасную организацию работ и умелое руководство»;
3. Лавров И. М. — заместитель начальника Северного округа: за «умелую мобилизацию командования и личного состава экспедиции на непрерывную работу по подъёму ледокола „Садко“ и лучшие образцы личной ударной работы»;
4. Шамрин А. Е. — комиссар экспедиции по подъёму ледокола «Садко»: за «энергичное руководство и мобилизацию личного состава на выполнение в рекордные сроки задания правительства».

- О награждении работников железнодорожного транспорта[61]

- «Отмечая выдающиеся заслуги в борьбе за улучшение железнодорожного транспорта», награждены:

1. Томке, Владимир Александрович — машинист паровоза СУ—100—38 депо Всполье Северной железной дороги (производственный стаж 35 лет): за «образцовую работу на железнодорожном транспорте, а также за бдительность и исключительную выдержку в предотвращения крушения курьерского поезда 18 марта 1934 года на станции Ростов-Ярославский и 2 июня 1934 года на перегоне Балакирево—Александрово»;
2. Кутафин, Семён Васильевич — инструктор по диспетчерской работе центрального эксплуатационного управления НКПС, бывший диспетчер Грозненского района Северо-Кавказской железной дороги: за «выдающиеся заслуги по оздоровлению и подъёму железнодорожного транспорта, за проявленную инициативу по введению новых методов диспетчеризации, ускоряющих прохождение поездов и дающих государству большую экономию»;
3. Пашковский, Пётр Терентьевич — инженер-строитель: за «успешное развёртывание водоснабжения на Уссурийской дороге, за умелое руководство взрывными работами, давшее большую экономию государственных средств».

### 25 июля
- О награждении тов. Лаврова Б. В.[62]

- «Отмечая огромную работу, проведённую по созданию и строительству города Игарка, но организации карских экспедиций и возглавляемой им Ленской экспедиции 1933 года, а также проявленные ам энергию и настойчивость при осуществлении научных изысканий во время зимовки Ленской экспедиции» награждён:

- Лавров, Борис Васильевич — «за заслуги в деле изучения и освоения Арктики».

### 28 июля
- О награждении Московского государственного центрального института физической культуры[62]

- «Отмечая, что Московский государственный центральный институт физической культуры, выполняя решение партии и правительства о высшей школе, достиг образцовой постановки учебного процесса, высокой организованности, дисциплинированности и отличной физкультурной подготовленности студентов, что обеспечило Институту ведущую роль в советском физкультурном движении», наградили:

- Московский государственный центральный институт физической культуры.

## Август

### 1 августа
- О награждении начальника конструкторского бюро Глазного управления морского судостроения НКТП тов. Дукельского А. Г.[65]

- «За особо выдающиеся заслуги перед государством» награждён:

- Дукельский, Александр Григорьевич — начальник конструкторского бюро Главного управления морского судостроения Народного комиссариата тяжёлой промышленности.

## Сентябрь

### 28 сентября
- О награждении экипажа самолёта РД[67]

- «За самоотверженную работу в достижении мирового рекорда в полёте по кривой на расстоянии 12 411 километров в течение 75 часов без посадки» награждён весь экипаж самолёта РД:

1.  Громов М. М. — заслуженный лётчик;
2. Филин А. И. — лётчик-инженер;
3. Спирин И. Т. — лётчик-штурман.

## Октябрь

### 31 октября
- О награждении Военно-Политической Академии РККА им. Толмачёва[69]

- «Отмечая достижения и заслуги, в ознаменование 15-й годовщины» награждена:

- Военно-Политическая Академия РККА им. Толмачёва

## Ноябрь

### 5 ноября
- О награждении членов экспедиции и команды ледореза «Литке»[69]

- «Отмечая героическую отвагу, храбрость и высокую организованность всего личного состава экспедиции и команды ледореза „Литке“, проявленные при завершении в одну навигацию сквозного похода через Северный Ледовитый океан с Дальнего Востока на запад» награждены:

1. Дуплицкий, Дмитрий Сергеевич — начальник экспедиции: за «отличное руководство экспедицией и личные смелость и отвагу, служившие примером всему составу экспедиции и экипажа ледореза»
2. Николаев, Николай Михайлович — капитан ледореза «Литке»: за «блестящее знание навигационного дела и кораблевождение в сложной ледовой обстановке».

### 17 ноября
- О награждении строителей 500-киловаттной радиостанция имени Коминтерна[71]

- «Отмечая исключительные заслуги строителей 500-квт. радиостанции имена Коминтерна», награждён:

- Романовский, Владимир Игнатьевич — бывший руководитель ВЭСО: за «умелое и конкретное руководство строительством, обеспечившее высокое качество станции».

- О награждении академика В. Р. Вильямса[74]

- «За особо выдающиеся работы в области агрономии, за энергичную борьбу в деле социалистического переустройства сельского хозяйства и в ознаменований пятидесятилетия научной, педагогической и общественно-политической деятельности» награждён:

- академик Вильямс, Василий Робертович.

### 29 ноября
- О награждении 1-й Червонной казачьей дивизии[69]

- «За достигнутые успехи в боевой и политической подготовке, за активное участие личного состава дивизии в деле социалистического строительства страны и отмечая боевые заслуги в период гражданской войны» награждена:

- 1-я Червонная казачья дивизия.

## Декабрь

### 17 декабря
- О награждении участников строительства и работников 1-го Кузнецкого металлургического завода имени Сталина[77]

- «Имея в виду исключительные заслуги рабочих, инженерно-технического персонала и руководителей строительства 1-го Кузнецкого металлургического завода имени Сталина в осуществлении строительства этого завода и успешном включении его в число действующих производственных предприятий» награждены:

1. Франкфурт, Сергей Миронович — начальник строительства: за «выдающиеся заслуги в организации и руководстве строительством»;
2. Бардин, Иван Павлович — технический директор завода: за исключительные заслуги в деле монтажа, освоения и пуска завода;
3. Бутенко, Константин Иванович — директор завода, за непосредственное умелое руководство производством, обеспечившее возможность выпуска чугуна в 1935 году по нормам полной проектной мощности завода;
4. Хитаров, Рафаэль Моисеевич — секретарь горкома ВКП(б) г. Сталинска, за умелую и энергичную постановку партийно-массовой работы на заводе и создание условий, обеспечивших выполнение производственных заданий;
5. Роганов, Михаил Николаевич — старший монтажный мастер: за ударную работу и непосредственное участие в монтаже всех 4-х домен завода;
6. Клименко, Виктор Данилович — огнеупорщик: «как лучший ударник, перевыполнявший производственный план»;
7. Палаткина, Татьяна Аверьяновна — мотористка шамотно-динасового цеха, за примерную работу и образцовую дисциплинированность.